# Öresundsmetron
Öresundsmetron  är en föreslagen tunnelbaneförbindelse mellan städerna Köpenhamn, Danmark och Malmö, Sverige. Det skulle komplettera den nuvarande järnvägen över Öresundsbron.

## Bakgrund
I september 2011 meddelade de lokala myndigheterna i Köpenhamn och Malmö att de sökte EU-medel för att studera en potentiell tunnelbanelinje under Öresund till Malmö Centralstation på grund av de kapacitetsbegränsningar som förväntas på Öresundsbanan när den fasta förbindelsen över Fehmarn Bält är klar. Tunnelbaneförslaget på 4 miljarder euro skulle lätta på denna flaskhals som skulle ge snabbare restider och ytterligare kapacitet utöver den befintliga Öresundsbron. EU beviljade finansiering för studien i december efterföljande år. Studien kom att överväga både en enkel skyttelservice mellan de två stationerna och en kontinuerlig linje integrerad med de lokala transportnäten på varje sida. Arbetet med studien slutfördes i april 2021 och angav en möjlig trafikstart ca 2035.
I maj 2018 tillkännagavs Öresundsmetro Executive, bestående av representanter från de två städerna, industrier och forskare, för att utforska förslaget att länka samman Köpenhamn och Malmö via ett förarlöst tunnelbanesystem, med en restid på cirka 20 minuter jämfört med cirka 35 minuter med tåg.

## Förslag
Öresundsmetron är planerad att ha kapacitet för 36 tåg i timmen i varje riktning (1 tåg var 90:e sekund), en maxhastighet på 120km/h och anslutas till det befintliga tunnelbanesystemet i Köpenhamn, specifikt den planlagda linjen M5.